# Fer 60
table
Le fer 60, noté 60Fe, est l'isotope du fer dont le nombre de masse est égal à 60 : son noyau atomique compte 26 protons et 34 neutrons avec un spin 0+ pour une masse atomique de 59,934 07 g/mol. Il est caractérisé par un excès de masse de −61 413 keV et une énergie de liaison nucléaire par nucléon de 8 755,8 keV.

Structure en couches (hors échelle) d'une étoile supermassive au terme de son évolution, avant l'explosion en supernova.

C'est un radioisotope qui donne du nickel 60, stable, après deux désintégrations β− successives via le cobalt 60 avec des périodes respectives de 2,6 millions et 5,27 années :
60
26Fe ⟶ 60
27Co + e− + νe ;
60
27Co ⟶ 60
28Ni + e− + νe.

## Origine cosmogénique

### Indice de la proximité d'une supernova
Le fer 60 se forme exclusivement lors de l'explosion des supernovas massives de type II, qui sont des étoiles supermassives de l'ordre de la dizaine (ou plus) de masses solaires. C'est un excellent traceur de la proximité temporelle et spatiale de tels évènements lorsqu'on retrouve sa trace dans les planètes, les météorites et les poussières cosmiques. De ce point de vue, le fait qu'on en détecte en quantités non négligeables — notamment à travers l'abondance relative du nickel 60 (radioactivité éteinte) — dans les météorites retrouvées à la surface de la Terre et dans le régolithe lunaire plaide en faveur d'une théorie faisant de l'explosion d'une supernova au voisinage de la nébuleuse primitive, l'évènement déclencheur de la formation du système solaire, il y aurait 4,6 milliards d'années.

### Présence dans des couches géologiques récentes
En 2016 deux études, ont mis en évidence une présence anormalement élevée de fer 60 dans le plancher océanique, datant de moins de 10 millions d'années. La demi-vie de cet isotope étant trop faible pour qu'il puisse provenir de la formation de la Terre, il s'ensuit que plusieurs supernovas ont nécessairement apporté du fer 60 à la Terre à cette période. Elles se seraient produites à moins de 300 années-lumière du système solaire. Ces travaux ne permettent cependant pas de dire si les supernovas en question ont eu une influence sur le climat terrestre. Une étude publiée en 2021 montre que ces atomes de fer 60 sont accompagnés de plutonium 244, atome radioactif également produit dans des supernovas et ne pouvant lui non plus être un isotope primordial du fait de sa demi-vie plus de cinquante fois plus courte que l'âge de la Terre.
En 2019, du fer 60 a été détecté dans des couches de neige superficielles en Antarctique, très certainement d'origine interstellaire. Le fait que ces atomes se trouvent dans des couches récentes montre que la Terre traverse un nuage de matière qui en contient, sans doute le nuage interstellaire local. Une étude de la même année parvient à déterminer les corps résultant des deux supernovas supposées à l'origine de cette présence de fer 60,.

## Articles liés
- Fer
- Isotopes du fer
- Table des isotopes
- Nickel 60

| 1 | H  |    |    |    |    |    |    |    |    |    |    |    |    |    |    |    |    |    |    |    |    |    |    |    |    |    |    |    |    |    |    | He |
| 2 | Li | Be |    |    |    |    |    |    |    |    |    |    |    |    |    |    |    |    |    |    |    |    |    |    |    |    | B  | C  | N  | O  | F  | Ne |
| 3 | Na | Mg |    |    |    |    |    |    |    |    |    |    |    |    |    |    |    |    |    |    |    |    |    |    |    |    | Al | Si | P  | S  | Cl | Ar |
| 4 | K  | Ca |    |    |    |    |    |    |    |    |    |    |    |    |    |    | Sc | Ti | V  | Cr | Mn | Fe | Co | Ni | Cu | Zn | Ga | Ge | As | Se | Br | Kr |
| 5 | Rb | Sr |    |    |    |    |    |    |    |    |    |    |    |    |    |    | Y  | Zr | Nb | Mo | Tc | Ru | Rh | Pd | Ag | Cd | In | Sn | Sb | Te | I  | Xe |
| 6 | Cs | Ba | La | Ce | Pr | Nd | Pm | Sm | Eu | Gd | Tb | Dy | Ho | Er | Tm | Yb | Lu | Hf | Ta | W  | Re | Os | Ir | Pt | Au | Hg | Tl | Pb | Bi | Po | At | Rn |
| 7 | Fr | Ra | Ac | Th | Pa | U  | Np | Pu | Am | Cm | Bk | Cf | Es | Fm | Md | No | Lr | Rf | Db | Sg | Bh | Hs | Mt | Ds | Rg | Cn | Nh | Fl | Mc | Lv | Ts | Og |